# Pterocheilus provancheri
Pterocheilus provancheri är en stekelart som först beskrevs av Huard 1897.  Pterocheilus provancheri ingår i släktet palpgetingar, och familjen Eumenidae. Utöver nominatformen finns också underarten P. p. albotinctus.